# Nereu de Oliveira Ramos
Nereu de Oliveira Ramos (Lages, 3 settembre 1888 – São José dos Pinhais, 16 giugno 1958) è stato un avvocato e politico brasiliano.

## Biografia
Fu presidente del Brasile dall'11 novembre 1955 al 31 gennaio 1956.
Vicepresidente del Senato Federale, assunse la presidenza della Repubblica per l'impedimento del presidente João Café Filho e del presidente della Camera dei deputati, Carlos Luz, in conformità alla delibera del Congresso Nazionale, fino alla conclusione della XV legislatura (31 gennaio 1956). Fu membro della Massoneria.